# Аккудык (Жетысуская область)
Аккудык (каз. Аққұдық, до 199? г. — Кызыл Джамбул) — село в Панфиловском районе Жетысуской области Казахстана. Входит в состав Коктальского сельского округа. Код КАТО — 195639300.

## Население
В 1999 году население села составляло 789 человек (395 мужчин и 394 женщины). По данным переписи 2009 года, в селе проживало 597 человек (295 мужчин и 302 женщины).